# 윌리엄 와그너
윌리엄 와그너(William Wagner, 1883년 11월 7일~1964년 3월 11일)는 미국의 배우, 영화배우이다. 뉴욕에서 태어났으며 할리우드에서 사망하였다.

## 영화
- 잇 해펀드 인 브룩클린(1947년)
- 더 글래스 키(1942년) - 버틀러 역
- 호놀룰루(1939년)
- 해피 랜딩(1938년)
- 모어 댄 어 세크러테리(1936년)
- 로이드의 런던(1936년)
- 제인 에어(1934년)
- 로마 스캔달(1933년)